# Horcalices
Horcalices es un cultivar de higuera de tipo San Pedro Ficus carica, bífera es decir produce dos cosechas por temporada, las brevas de primavera-verano que maduran mediante partenocárpia, y los higos de verano-otoño que para su cuajado necesitan polen de un Cabrahigo, de higos de epidermis con color de fondo verde amarillento con sobre color marrón rojizo en manchas irregulares y sobre algunas costillas, también presenta manchas irregulares muy pequeñas  de color rojo alrededor del ostiolo, lenticelas abundantes de tamaño mediano y color blanco verdoso.
Es oriunda de Huércal Overa, Provincia de Almería, Andalucía, se está cultivando en el vivero de ANSE "Asociación de Naturalistas del Sureste", donde cultivan variedades frutícolas y hortícolas de la herencia para su conservación y recuperación en su cultivo.

## Sinonimia
- „sin sinónimo“.[6][7][8]

## Historia
Nuestra higuera Ficus carica, procede de Oriente Medio y sus frutos formaron parte de la dieta de nuestros más lejanos antepasados. Se cree que fueron fenicios y griegos los que difundieron su cultivo por toda la cuenca del mar Mediterráneo. Es un árbol muy resistente a la sequía, muy poco exigente en suelos y en labores en general.
Los higos secos son muy apreciados desde antiguo por sus propiedades energéticas, además de ser muy agradables al paladar por su sabor dulce y por su alto contenido en fibra; son muy digestivos al ser ricos en cradina, sustancia que resulta ser un excelente tónico para personas que realizan esfuerzos físicos e intelectuales.
España se ha consolidado en los últimos años como el mayor productor de higos de la Unión Europea y el noveno a nivel mundial, según los datos de "FAOSTAT" (Estadísticas de la FAO) del 2012 que recoge un reciente estudio elaborado por investigadores del « “Centro de Investigación Finca La Orden- Valdesequera” ».
Se piensa que su denominación esté relacionada con el topónimo "Guercalí" que aparece en el siglo XVI usado como apellido por moriscos, en referencia a la localidad de Huércal Overa.
Esta variedad 'Horcalices' está descrita por Diego Rivera Núñez en su libro «Las variedades tradicionales de frutales de la cuenca del Río Segura: Catálogo etnobotánico: cítricos, frutos carnosos y vides» de 1988.
La higuera 'Horcalices' es oriunda de la localidad de Huércal Overa, Provincia de Almería, Andalucía. Se está cultivando en la Región de Murcia en el vivero de ANSE "Asociación de Naturalistas del Sureste", donde cultivan variedades frutícolas y hortícolas de la herencia para su conservación y recuperación de su cultivo.

## Características
La higuera 'Horcalices' es una variedad bífera de tipo San Pedro las brevas se desarrollan bien pero los higos de verano-otoño para que cuajen necesitan polen de un Cabrahigo. Árbol de mediano desarrollo, follaje denso, hojas de 5 lóbulos en su mayoría, también tiene hojas de 3 lóbulos pero menos. Los frutos 'Horcalices' son de producción mediana de brevas.
Los frutos 'Horcalices' son oblongos, de tamaño grande, no simétricos, de epidermis de textura fina  resistente, de color de fondo verde amarillento con sobre color marrón rojizo en manchas irregulares y sobre algunas costillas, también presenta manchas irregulares muy pequeñas  de color rojo alrededor del ostiolo, lenticelas abundantes de tamaño mediano y color blanco verdoso; cuello grueso de una longitud tipo mediano; pedúnculo de 2- 3 mm corto y grueso de color marrón oscuro, con escamas pedunculares grandes de color marrón claro; ostiolo de tamaño mediano con escamas ostiolares pequeñas semiadheridas de color rojizo; costillas marcadas; varias grietas longitudinales finas cuando el higo está maduro. Mesocarpio de grosor fino alrededor del cuerpo del fruto y del ostiolo y más grueso en la zona del cuello con color blanco; cavidad interna ausente con aquenios grandes muy numerosos; pulpa de color rojo, dulce y jugosa; con firmeza media. De una calidad buena en su valoración organoléptica.

## Cultivo y usos
'Horcalices', es una variedad de higo con piel fina que se pela con facilidad, se pueden consumir en fresco, muy buenos de sabor. Cultivada en Huércal Overa y en Cartagena Murcia.